# Dudhi
Dudhi là một thị xã và là một nagar panchayat của quận Sonbhadra thuộc bang Uttar Pradesh, Ấn Độ.

## Địa lý
Dudhi có vị trí 24°13′B 83°15′Đ / 24,22°B 83,25°Đ Nó có độ cao trung bình là 213 mét (698 feet).

## Nhân khẩu
Theo điều tra dân số năm 2001 của Ấn Độ, Dudhi có dân số 11.606 người. Phái nam chiếm 54% tổng số dân và phái nữ chiếm 46%. Dudhi có tỷ lệ 67% biết đọc biết viết, cao hơn tỷ lệ trung bình toàn quốc là 59,5%: tỷ lệ cho phái nam là 74%, và tỷ lệ cho phái nữ là 58%. Tại Dudhi, 17% dân số nhỏ hơn 6 tuổi.